# 동원산업
동원산업(東遠産業, Dongwon Industries Co., Ltd.)은 1969년에 설립된 대한민국의 원양어업 회사이며, 동원그룹에 속해 있다. 현재 수산과 유통, 물류 사업으로 구성되어 있으며, 식품부문은 2000년 동원F&B로 분사되었다.

## 역사
- 1969년 4월 16일: 자본금 1,000만원으로 동원산업 설립 (서울시 중구 명동 2가 33-2 상업은행 빌딩 401호)
- 1969년 7월 31일: 국내 최초의 500톤급 탑재모선식 참치 연승선 제 31동원호 도입.
- 1973년 5월 1일: 아프리카 가나공화국의 테마항구에 최초의 해외 기지 설치.
- 1976년 11월 8일: 동원냉장주식회사 설립(부산시 감전동)
- 1977년 10월 15일: 오리온 광학 주식회사 설립
- 1981년 11월 6일: 동원식품주식회사 설립 (경기도 성남시 상대원동 544-2번지)
- 1986년 3월 5일: 1986년 아시안 게임 및 1988년 하계올림픽 대회 공식 공급자로 선정됨. (수산물 통조림류, 조미 오징어구이, 조미김)
- 1989년 3월 7일: 동원산업 한국증권거래소에 주권 상장
- 1991년 12월 31일: 기업PR - 꿈이 있는 바다 편은 제1회 SBS 광고대상 기업광고부문 우수상 수상
- 1993년 6월 25일: 양재동 신사옥 준공 및 입주. (서울시 서초구 양재동 275번지)
- 1996년 4월 1일: 동원그룹 공식 출범.
- 2001년 4월: 동원그룹 지주회사 동원엔터프라이즈 설립.
- 2004년 2월: 동원식품(주) 합병.
- 2008년 10월: 미국 최대 참치 브랜드 STARKIST 인수
- 2017년 2월: 동부익스프레스 인수.
- 2019년 6월: 동원냉장 합병.
- 2022년 11월: (주)동원엔터프라이즈 합병.

## 업종별 사업
- 수산부문 : 수산사업/항만사업 - 참치선망선, 참치연승선, 트롤선, 운반선
- 유통부문 : 참치유통, 단체급식
- 물류부문 : 3PL, 수송사업, 도매물류, 국제물류, 물류컨설팅, ASP 사업, 기업택배

## 같이 보기
- 동원그룹
- 동원F&B